# 16 Colors
16 Colors er det fjerde studiealbum af den danske elektro-rock-gruppe VETO. Det blev udgivet den 9. februar 2018 på bandets eget pladeselskab Reset08.

## Trackliste
| #   | Titel                | Længde |
| --- | -------------------- | ------ |
| 1.  | "16 Colors"          | 3:42   |
| 2.  | "Measures"           | 5:07   |
| 3.  | "A Pit"              | 4:50   |
| 4.  | "Mount Dome"         | 4:30   |
| 5.  | "One-Eyed and Dying" | 4:25   |
| 6.  | "Excited"            | 4:44   |
| 7.  | "Oh Center"          | 3:54   |
| 8.  | "I Am Here"          | 4:44   |
| 9.  | "Square Shaped"      | 3:39   |
| 10. | "The Take/The Pace"  | 5:44   |